# Damieta
Damieta o Damietta (en árabe: دمياط‎, romanizado: Dumyāṭ pronunciado /domˈjɑːtˤ/; en copto: ⲧⲁⲙⲓⲁϯ, romanizado: Tamiati ) es la capital de la gobernación del mismo nombre en Egipto. Está localizada en la costa del mar Mediterráneo, en el delta del Nilo, cerca de la desembocadura de uno de los dos grandes ramales del río Nilo, 191 km al norte de El Cairo. 
La ciudad moderna tiene 203 187 habitantes (nov. 2006).

## Historia
La ciudad, conocida como Tamiat en la antigüedad, poseía un importante puerto, pero en el período helenístico declinó después de la construcción del puerto de Alejandría.
Damieta fue un enclave muy importante en los siglos XII y XIII, durante las Cruzadas. En 1169, una flota del Reino de Jerusalén, enviada por el Imperio bizantino, atacó el puerto, tomándolo, pero finalmente los cruzados fueron vencidos por Saladino. 

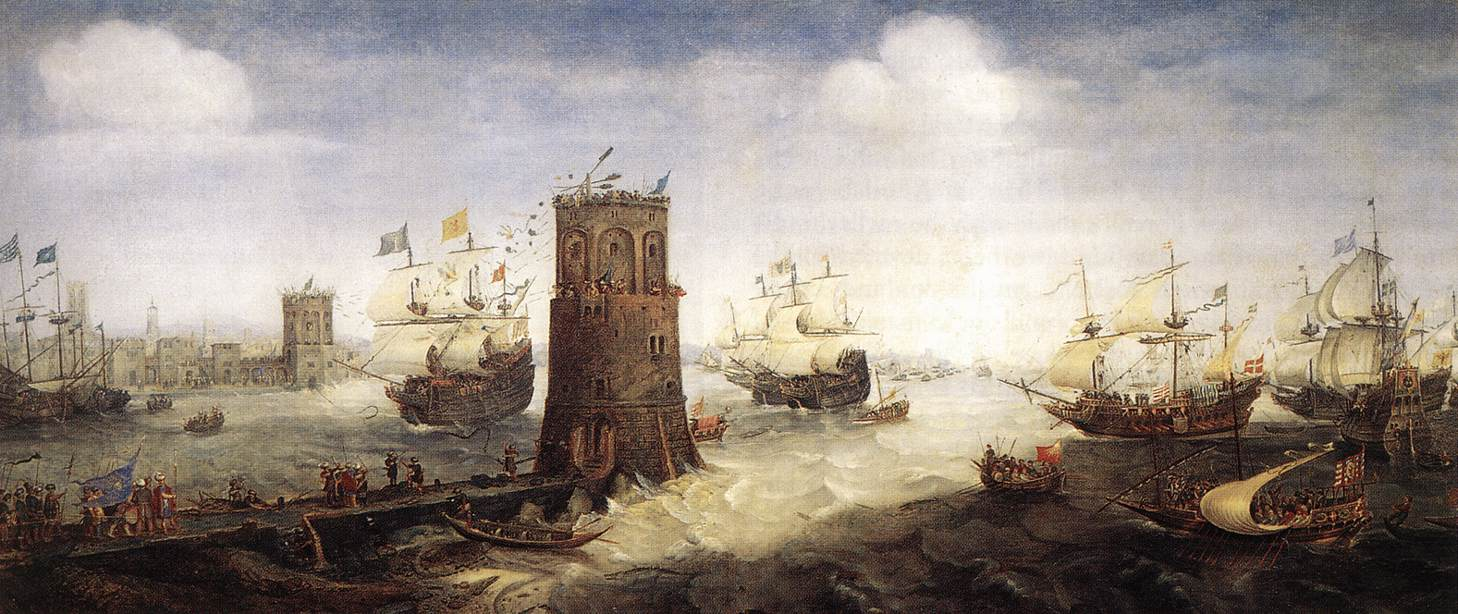
Ataque al puerto de Damieta durante las cruzadas. Pintura al óleo de Cornelis Claesz. van Wieringen.

Durante los preparativos para la quinta cruzada en 1217 , se decidió que Damietta debería ser el foco del ataque. El control del puerto significaba el control del Nilo, y desde allí los cruzados creían que podían conquistar Egipto; desde Egipto podrían luego atacar Palestina y reconquistar Jerusalén. Damieta fue sitiada y ocupada en 1219 , pero en 1221 los cruzados habían sido derrotados, expulsados de El Cairo y de Egipto. 
Damieta también fue objeto de la Séptima Cruzada, dirigida por Luis IX de Francia . Su flota llegó allí en 1249 y rápidamente capturó el fuerte, aunque se negó a entregarlo al rey nominal de Jerusalén , a quien se lo había prometido durante la Quinta Cruzad. Sin embargo, incluso Luis fue finalmente derrotado en Egipto por la resistencia inteligente de Baybars, el futuro sultán mameluco, que rompió los diques circundantes y transformó el campo de batalla en un pantano, obligando a la rendición de las fuerzas cristianas que se vieron obligadas a abandonar la empresa. Debido a su importancia para los cruzados, Baybars destruyó la ciudad y la reconstruyó con fortificaciones más sólidas unas pocas millas río arriba. 
Actualmente, con un canal que la comunica con el río Nilo, se ha convertido otra vez en un importante puerto de Egipto. 
En Damieta nació Gamal Abdel Nasser, el segundo presidente de la república egipcia.

### La intervención de San Francisco
Damietta también se menciona en la biografía de San Francisco de Asís, que se embarcó el 24 de junio de 1219 del puerto de Ancona con oce compañeros, llegó cerca de la ciudad egipcia donde estaba el campamento cruzado de los sitiadores. Apoyado en una precisa concepción misionera, pidió permiso al legado papal  Pelagio Galvani para aventurarse con sus hermanos en territorio musulmán, que Pelagio concedió a regañadientes, sólo tras fuertes presiones. Su finalidad era predicar los valores de la fe cristiana al sultán al-Malik al-Kamily sus hombres, y convertirlos al cristianismo, poniendo así fin a las hostilidades. Recibido con gran cortesía por el sultán, mantuvo con él una larga conversación, tras la cual Francisco tuvo que regresar al campamento de los cruzados.
En torno a este hecho histórico, han florecido varias leyendas sobre el santo y su extraordinaria capacidad para convencer y convertir, aunque sea al-Malik al-Kāmil , mientras apreciaba el aura de santidad que emanaba de Francisco y le otorgaba regalos en señal de estima, siguió siendo musulmán.

## Economía

Mapa del Bajo Egipto.

Damieta dispone de una gran planta de gas natural, que tiene una capacidad de cinco millones de toneladas por año. La planta está compartida por Segas, una empresa española ligada a Unión Fenosa Gas (que utiliza un 40 %), la compañía italiana ENI (40 %) y las compañías egipcias EGAS y EGPC (10 % cada una). En el año 2008 empieza la construcción del segundo tren que ampliará en otros cinco millones de toneladas de gas natural líquido por año.